# Silbersubfluorid
Silbersubfluorid (Ag2F) ist ein bronzefarbener elektrisch leitender Feststoff, in dem Silber formal die Oxidationsstufe +0,5 zukommt.

## Darstellung und Eigenschaften
Silbersubfluorid kann durch Elektrolyse von AgF an einer Silberkathode bei geringen Stromdichten oder aus fein verteiltem Silber mit AgF in Fluorwasserstoff (HF) hergestellt werden:
{\displaystyle {\ce {Ag + AgF -> Ag2F}}}
Ag2F bildet bronzefarbene trigonale Kristalle, die den elektrischen Strom gut leiten, aber oberhalb von 100 °C in Ag und AgF zerfallen. Die Bildungsenthalpie ∆Hf beträgt −212 kJ. Die Struktur kann als anti-CdI2-Typ (Polytyp 2H) aufgefasst werden, da hier anstelle des Cd2+ die F−-Ionen (in den Oktaederlücken), und anstelle der I−-Ionen die „Ag½+“-schichten in einer hexagonal-dichtesten Kugelpackung (Schichtfolge AABAAB) vorhanden sind. Die Struktur ist also identisch mit der des CdI2. Die Ag-Ag-Abstände liegen mit 2,996 Å sehr nahe an den Abständen in metallischem Silber (2,89 Å), während die Ag-F-Abstände von 2,814 Å einer ionischen Bindung entsprechen.